# Tratado de Eden
O Tratado de Eden, também referido como Tratado Eden-Rayneval, foi um diploma assinado entre a Grã-Bretanha e a França em 26 de setembro de 1786. Foram signatários do mesmo, respetivamente, William Eden d'Auckland e Mathias Joseph Gérard de Rayneval.
O tratado colocou fim, por um curto período de tempo, à guerra econômica entre os dois países, e estabeleceu um sistema de redução progressiva de tarifas alfandegárias sobre bens de ambos os países.
A sua negociação, na Grã-Bretanha, foi estimulada tanto pela eclosão do processo de independência das treze colónias na América, como pela publicação da obra "A Riqueza das Nações" de Adam Smith. O Primeiro Ministro britânico William Pitt the Younger foi fortemente influenciado pelas idéias contidas na obra, e foi um dos motivadores-chave do tratado. À obstinação nas negociações por parte dos Britânicos, deveu-se que o acordo comercial os beneficiasse mais e a desigualdade de condições de proteção para certas indústrias acarretou danos à economia francesa.
Este tratado é considerado como uma das razões que conduziram aos protestos do povo francês e que culminaram com a Revolução Francesa. Ele se tornaria letra-morta a partir de 1793 com a marcha da revolução.